# 張昆生
張昆生（1958年8月—），山西省人，生於中國云南省昆明市，法學博士研究生畢業。中華人民共和國外交官。2015年1月2日，中华人民共和国外交部新闻发言人在答记者问时公布，张昆生被免去中国外交部部长助理职务，因涉嫌违纪而接受调查。2016年5月12日，张昆生因受贿和搞权色交易被中纪委双开，移送法办。2016年5月31日被最高人民检察院依法立案侦查。

## 簡歷
- 1981年－1985年　重庆四川外语学院英语系，学习；
- 1985年－1991年　中華人民共和國外交部辦公廳科員、隨員、三秘；

- 1991年－1995年　北京大學國際政治系國際政治專業博士研究生；

- 1995年－1998年　中国外交部美大司二秘、副處長、一秘；

- 1998年－2001年　中国駐美利堅合眾國大使館一秘；

- 2001年－2003年　中国外交部美大司參贊；

- 2003年－2007年　中国外交部辦公廳參贊；

- 2007年－2011年　中国外交部禮賓司司長；

- 2011年－2014年12月22日[3]　中国外交部部長助理。

- 2015年1月，被免去中国外交部长助理职务后，接受组织调査。[6]

## 个人生活
妻子肖杰，曾經是中國國家羽毛球隊員，獲得世界冠軍稱號，兩人有一女兒。

## 文章
- 张昆生. . 《观察与思考》. 2003年, (第12期)  [2013-12-19]. （原始内容存档于2019-06-05）.
- 张昆生. . 《观察与思考》. 2004年, (第5期).[]
- 张昆生. . 《观察与思考》. 2004年, (第7期).[]
- 张昆生. . 《观察与思考》. 2004年, (第8期).[]
- 张昆生. . 《观察与思考》. 2004年, (第16期).[]
- 张昆生. . 《观察与思考》. 2004年, (第17期).[]
- 张昆生. . 《观察与思考》. 2004年, (第18期)  [2013-12-19]. （原始内容存档于2021-04-22）.
- 张昆生. . 《观察与思考》. 2004年, (第19期).[]